# 第15即応機動連隊
第15即応機動連隊（だいじゅうごそくおうきどうれんたい、15即機連、JGSDF 15th Rapid Deployment Regiment）は、陸上自衛隊善通寺駐屯地（香川県善通寺市）に駐屯する第14旅団（機動旅団）隷下の即応機動連隊である。

## 概要
2018年（平成30年）3月27日に新編された2個即応機動連隊（諸職種混成の戦闘団に準ずる部隊）のうちのひとつで、旧第15普通科連隊および旧第14戦車中隊を基幹として編成された。編成完結時に2個中隊からなる機動戦闘車隊（機甲科）、火力支援中隊（野戦特科）、高射小隊（高射特科）などが増設されている。また、第15即応機動連隊の直接支援を実施する即応機動直接支援中隊も第14後方支援隊隷下に編成された。
連隊本部、本部管理中隊、3個普通科中隊、火力支援中隊および機動戦闘車隊により編成され、連隊長は1等陸佐（三）が充てられる。
訓練は主に国分台演習場や饗庭野演習場および日本原演習場で実施する。

## 沿革
第15普通科連隊
- 1954年（昭和29年）
  - 9月10日：第3管区隊の隷下部隊として、第9普通科連隊第2大隊を基幹に第15普通科連隊が善通寺駐屯地において編成完結。
  - 9月13日：第15普通科連隊第3大隊が旧松山駐屯地に編成[1]。
- 1955年（昭和30年）10月21日：第15普通科連隊第3大隊が旧松山駐屯地から新設の小野駐屯地（現松山駐屯地）へ移駐[1]。
- 1961年（昭和36年）12月16日：第15普通科連隊第3大隊が松山駐屯地から善通寺駐屯地に移駐。
- 1962年（昭和37年）1月18日：第13師団編成に伴い、その隷下で再編。本部管理中隊、4個普通科中隊および重迫撃砲中隊の6個中隊編成となる。
- 1981年（昭和56年）3月25日：第2混成団の創設に伴い、隷下に編合[2]。
- 1992年（平成04年）3月27日：第2混成団の改編に伴い、自動車化連隊に改編。
- 2005年（平成17年）3月27日：連隊内に第50普通科連隊準備隊を設置。
- 2006年（平成18年）3月27日：第15普通科連隊が新編の第14旅団に隷属。

1. 第4普通科中隊を廃止。
2. 重迫撃砲中隊が廃止され、重迫撃砲小隊へ縮小改編し本部管理中隊隷下へ編入。
3. 準備隊を元に、第50普通科連隊を善通寺駐屯地に新編。
4. 後方支援体制変換に伴い、整備部門を第14後方支援隊第2整備中隊第1普通科直接支援小隊へ移管。

- 2016年（平成28年）3月28日：連隊本部に即応機動連隊準備隊を設置。改編に合わせ隊舎を移動。

第15即応機動連隊
- 2018年（平成30年）3月27日：第15普通科連隊、第14戦車中隊を基幹に第15即応機動連隊が善通寺駐屯地において編成完結。

## 部隊編成
- 第15即応機動連隊本部
  - 第1科（S-1）- 総務庶務 人事服務 広報
  - 第2科（S-2）- 情報
  - 第3科（S-3）- 作戦（運用訓練）
  - 第4科（S-4）- 兵站
  - 最先任上級曹長(CSM)
- 本部管理中隊「15即機-本」 
  - 中隊本部
  - 連隊本部班 ‐ 82式指揮通信車・96式装輪装甲車
  - 対戦車小隊 ‐ 中距離多目的誘導弾
  - 高射小隊 ‐ 93式近距離地対空誘導弾
  - 偵察小隊 - 軽装甲機動車
  - 通信小隊
  - 施設小隊 - 96式装輪装甲車・75式ドーザ・中型ドーザ
  - 補給小隊 - 96式装輪装甲車
  - 衛生小隊 - 96式装輪装甲車・1t半救急車
  - 狙撃班 - 軽装甲機動車
- 第1普通科中隊「15即機-1」 
  - 中隊本部班
  - 第1小銃小隊 ‐ 96式装輪装甲車
  - 第2小銃小隊 ‐ 96式装輪装甲車
  - 第3小銃小隊 ‐ 96式装輪装甲車
  - 迫撃砲小隊 ‐ 81mm迫撃砲
- 第2普通科中隊「15即機-2」 
  - 中隊本部班
  - 第1小銃小隊 ‐ 96式装輪装甲車
  - 第2小銃小隊 ‐ 96式装輪装甲車
  - 第3小銃小隊 ‐ 96式装輪装甲車
  - 迫撃砲小隊 ‐ 81mm迫撃砲
- 第3普通科中隊「15即機-3」 
  - 中隊本部班
  - 第1小銃小隊 ‐ 96式装輪装甲車
  - 第2小銃小隊 ‐ 96式装輪装甲車
  - 第3小銃小隊 ‐ 96式装輪装甲車
  - 迫撃砲小隊 ‐ 81mm迫撃砲
- 火力支援中隊「15即機-火支」（旧第14特科隊）[注釈 2] - 120mm迫撃砲
- 機動戦闘車隊（旧第14戦車中隊）[3][注釈 2]
  - 機動戦闘車隊本部
  - 機動戦闘車隊本部付隊「15即機-戦本」 ‐ 16式機動戦闘車・96式装輪装甲車・軽装甲機動車
  - 第1機動戦闘車中隊「15即機-戦1」 ‐ 16式機動戦闘車・96式装輪装甲車・軽装甲機動車
  - 第2機動戦闘車中隊「15即機-戦2」‐ 16式機動戦闘車・96式装輪装甲車・軽装甲機動車

## 第15普通科連隊廃止時の編成
- 第15普通科連隊本部
- 本部管理中隊「15普-本」
- 第1普通科中隊「15普-1」
- 第2普通科中隊「15普-2」
- 第3普通科中隊「15普-3」

## 整備支援部隊
第15普通科連隊
- 第14後方支援隊第2整備中隊第１普通科直接支援小隊「14後支-2整」（善通寺駐屯地）：2006年（平成18年）3月27日から2018年（平成30年）3月26日の間。

第15即応機動連隊
- 第14後方支援隊即応機動直接支援中隊「14後支-即機」（善通寺駐屯地）：2018年（平成30年）3月27日から

## 主要幹部

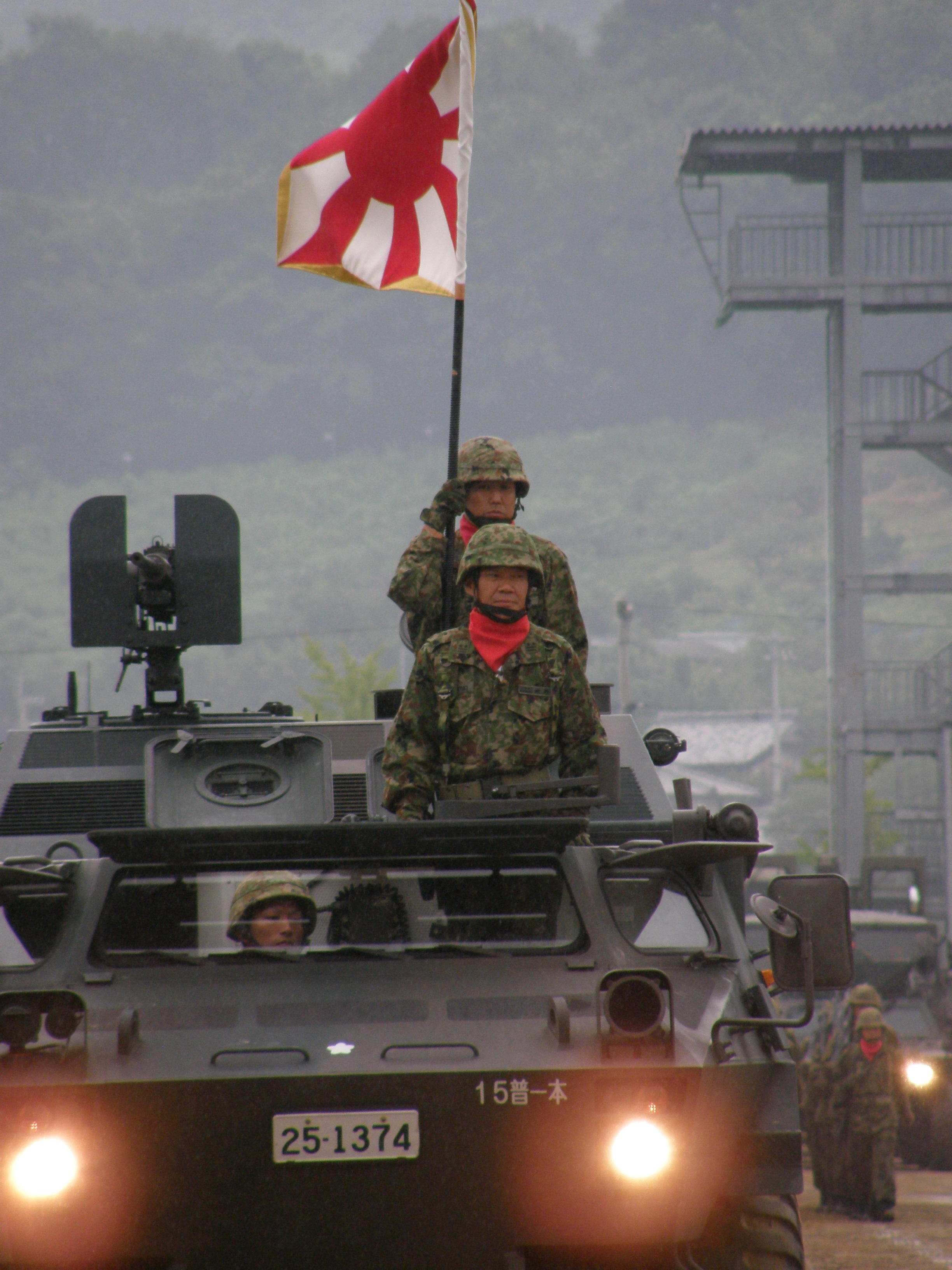
第15普通科連隊旗

| 官職名             | 階級    | 氏名     | 補職発令日     | 前職                       |
| ------------------ | ------- | -------- | -------------- | -------------------------- |
| 第15即応機動連隊長 | 1等陸佐 | 柿内慎治 | 2025年03月17日 | 陸上自衛隊中央業務支援隊付 |

| 代                 | 氏名             | 在職期間                        | 前職                                          | 後職                                                                                             |
| 第15普通科連隊長   | 第15普通科連隊長 | 第15普通科連隊長                | 第15普通科連隊長                              | 第15普通科連隊長                                                                                 |
| ------------------ | ---------------- | ------------------------------- | --------------------------------------------- | ------------------------------------------------------------------------------------------------ |
| 01                 | 三好鹿雄         | 1954年09月10日 - 1955年11月15日 | 第3管区総監部第4部長                          | 第4管区総監部付 →1955年12月1日 西部方面総監部第4部長                                             |
| 02                 | 肱岡直           | 1955年11月16日 - 1961年02月28日 | 陸上自衛隊航空学校副校長                      | 自衛隊鹿児島地方連絡部付 →1961年4月14日 停年退官（陸将補昇任）                                   |
| 03                 | 花見侃           | 1961年03月01日 - 1963年07月31日 | 陸上幕僚監部第1部総括班長                     | 第6師団司令部幕僚長                                                                              |
| 04                 | 服部実           | 1963年08月01日 - 1965年07月15日 | 陸上幕僚監部付                                | 防衛研修所所員                                                                                   |
| 05                 | 大元重夫         | 1965年07月16日 - 1967年07月16日 | 陸上幕僚監部付                                | 第1師団司令部幕僚長                                                                              |
| 06                 | 森肇雄           | 1967年07月17日 - 1969年03月16日 | 陸上幕僚監部第4部後方計画班長                 | 陸上自衛隊幹部学校学校教官                                                                       |
| 07                 | 松田弘           | 1969年03月17日 - 1971年03月15日 | 第2教育団本部訓練科長                         | 陸上自衛隊幹部学校学校教官                                                                       |
| 08                 | 細見茂           | 1971年03月16日 - 1973年07月15日 | 第10師団司令部第2部長                         | 中部方面総監部総務課長                                                                           |
| 09                 | 萱島一正         | 1973年07月16日 - 1975年07月15日 | 第7師団司令部第3部長                          | 陸上自衛隊幹部学校学校教官                                                                       |
| 10                 | 白籏道弘         | 1975年07月16日 - 1978年03月15日 | 統合幕僚学校学校教官                          | 東部方面総監部勤務                                                                               |
| 11                 | 品川和信         | 1978年03月16日 - 1979年07月31日 | 陸上自衛隊少年工科学校総務部長                | 陸上自衛隊富士学校機甲科部副部長                                                                 |
| 12                 | 川口潔           | 1979年08月01日 - 1982年03月15日 | 日本原駐とん地業務隊長                        | 自衛隊島根地方連絡部長                                                                           |
| 13                 | 重松純一         | 1982年03月16日 - 1984年03月15日 | 北部方面総監部人事部人事課長                  | 陸上自衛隊幹部候補生学校学生隊長                                                                 |
| 14                 | 稲井淳一         | 1984年03月16日 - 1986年07月31日 | 対馬警備隊長 兼 対馬駐屯地司令                | 陸上自衛隊少年工科学校生徒隊長                                                                   |
| 15                 | 久野幸則         | 1986年08月01日 - 1989年07月31日 | 東部方面総監部防衛部防衛課長                  | 西部方面総監部調査部長                                                                           |
| 16                 | 作道光男         | 1989年08月01日 - 1991年06月30日 | 第7師団司令部第3部長                          | 陸上幕僚監部監理部総務課 広報室長                                                                |
| 17                 | 坪井英三         | 1991年07月01日 - 1994年07月31日 | 中部方面総監部人事部人事課長                  | 富士教導団副団長                                                                                 |
| 18                 | 村山文彦         | 1994年08月01日 - 1997年07月31日 | 第8師団司令部第3部長                          | 自衛隊山口地方連絡部長                                                                           |
| 19                 | 大野康則         | 1997年08月01日 - 2000年07月31日 | 第7師団司令部第3部長                          | 陸上自衛隊富士学校総合研究開発部 主任研究開発官                                                  |
| 20                 | 上野恵           | 2000年08月01日 - 2003年03月31日 | 陸上自衛隊富士学校普通科部 主任教官           | 第13旅団司令部幕僚長                                                                             |
| 21                 | 桑添次男         | 2003年04月01日 - 2006年03月26日 | 陸上自衛隊補給統制本部総務部 人事課長         | 陸上自衛隊関西補給処総務部長                                                                     |
| 22                 | 廣塚雅史         | 2006年03月27日 - 2007年12月02日 | 第7師団司令部第4部長                          | 統合幕僚学校教育課教育管理班長                                                                   |
| 23                 | 井手正           | 2007年12月03日 - 2010年03月31日 | 統合幕僚学校教育課教育管理班長                | 防衛大学校教授                                                                                   |
| 24                 | 中村信也         | 2010年04月01日 - 2012年03月31日 | 陸上自衛隊幹部学校勤務                        | 統合幕僚監部指揮通信システム部 指揮通信システム運用課 コンピュータ･システム 共通運用基盤管理室長 |
| 25                 | 上田寛孝         | 2012年04月01日 - 2013年11月30日 | 東部方面総監部総務部広報室長                  | 自衛隊体育学校総務課長                                                                           |
| 26                 | 菅野武彦         | 2013年12月01日 - 2015年07月31日 | 情報本部勤務                                  | 北関東防衛局防衛補佐官                                                                           |
| 27                 | 新田幸司         | 2015年08月01日 - 2017年07月31日 | 陸上自衛隊幹部学校付                          | 陸上自衛隊富士学校普通科部 研究課長                                                              |
| 28                 | 今井俊夫         | 2017年08月01日 - 2018年03月26日 | 陸上幕僚監部装備計画部装備計画課 後方計画班長 | 第15即応機動連隊長                                                                               |
| 第15即応機動連隊長 |                  |                                 |                                               |                                                                                                  |
| 01                 | 今井俊夫         | 2018年03月27日 - 2019年08月22日 | 第15普通科連隊長                              | 陸上幕僚監部人事教育部補任課長                                                                   |
| 02                 | 品川淳二         | 2019年08月23日 - 2021年09月29日 | 第8師団司令部第3部長                          | 東部方面総監部法務官                                                                             |
| 03                 | 福井謙           | 2021年09月30日 - 2023年03月29日 | 陸上自衛隊教育訓練研究本部企画調整官          | 陸上幕僚監部監理部総務課広報室長                                                                 |
| 04                 | 德淵文雄         | 2023年03月30日 - 2025年03月16日 | 陸上自衛隊富士学校主任教官                    | 第13旅団司令部幕僚長                                                                             |
| 05                 | 柿内慎治         | 2025年03月17日 -                | 陸上自衛隊中央業務支援隊付                    |                                                                                                  |

## ギャラリー

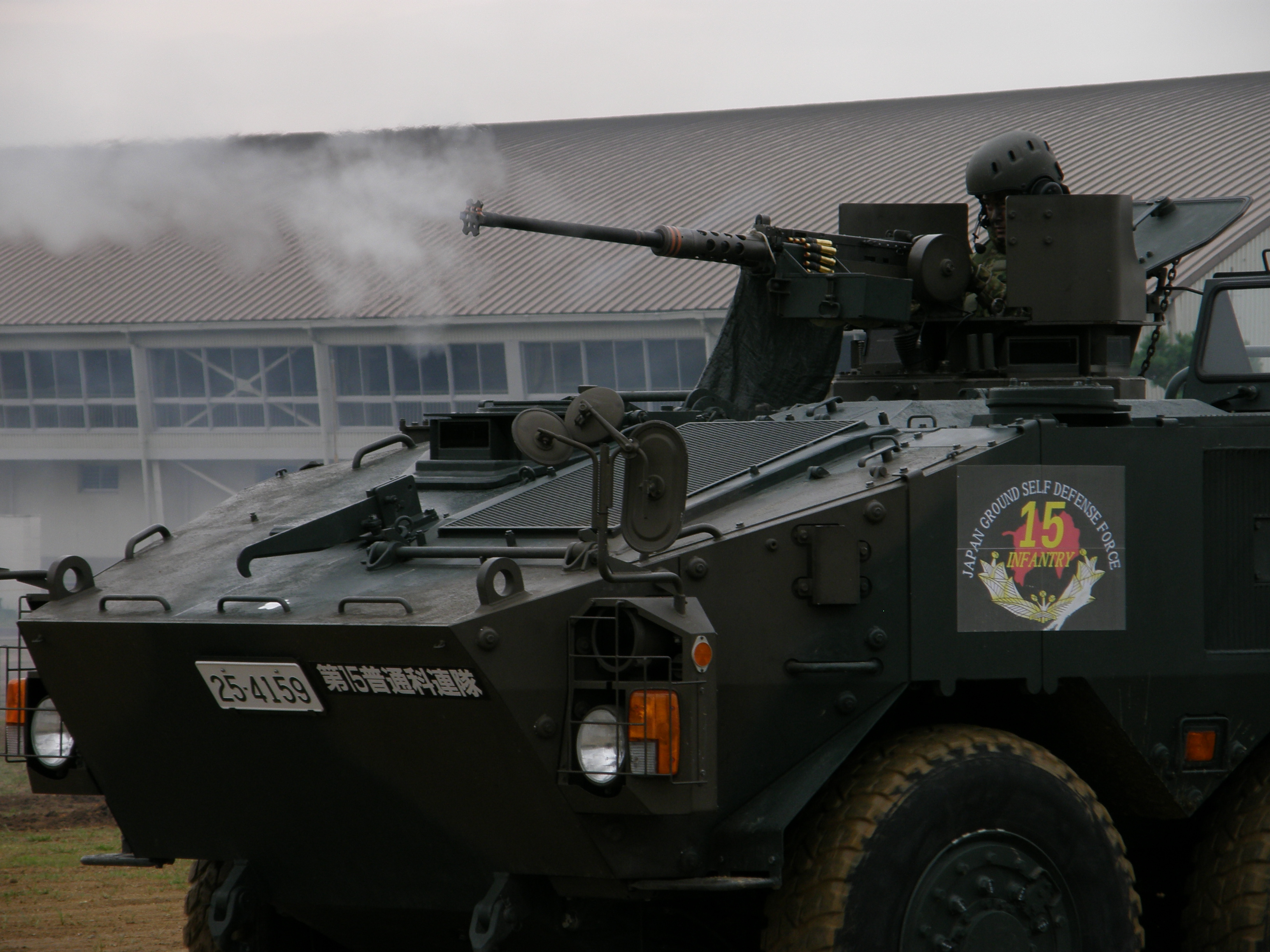
模擬戦のために第2中隊に一時的に配備された96WAPC
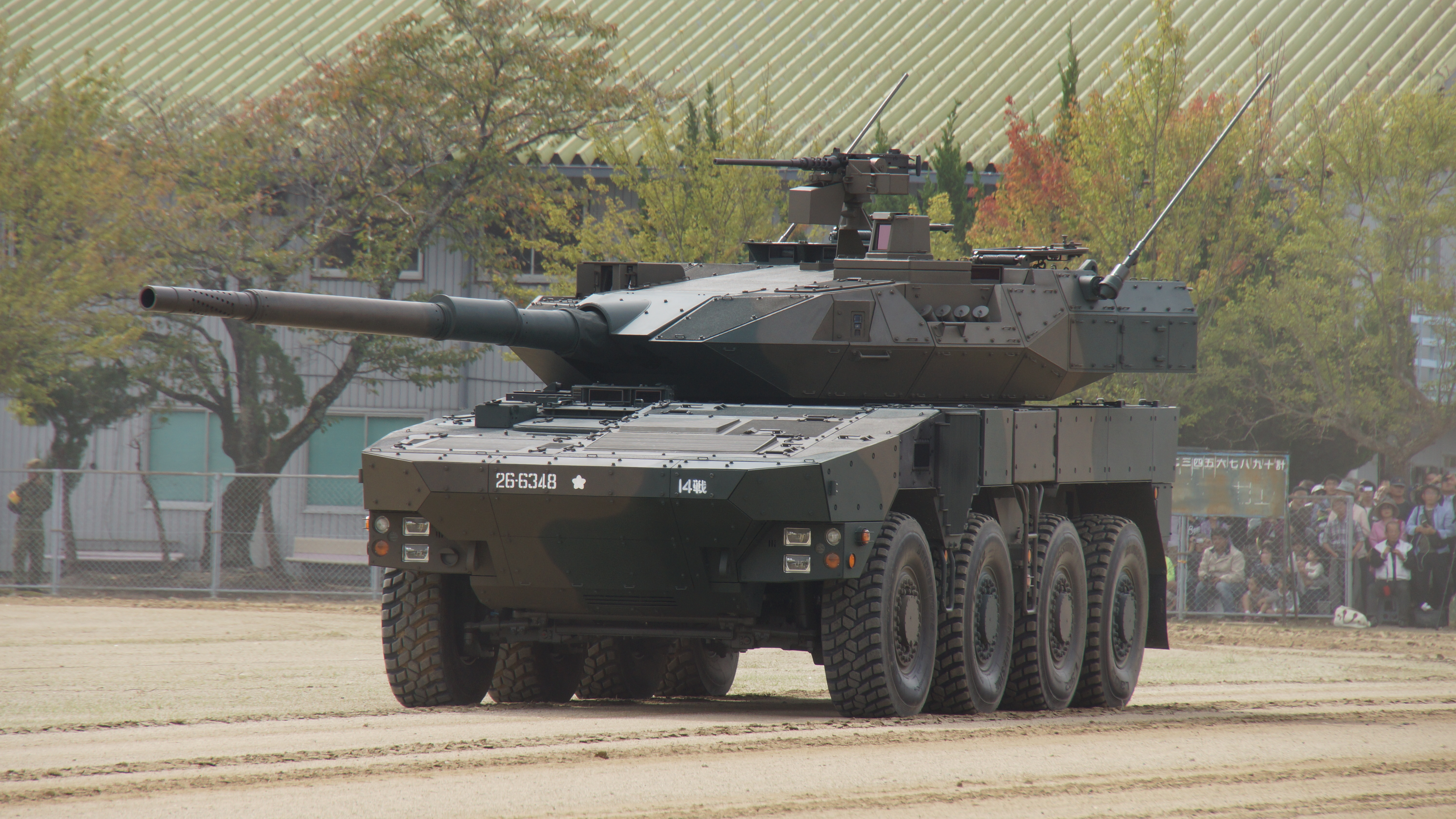
第14戦車中隊に配備された16式機動戦闘車
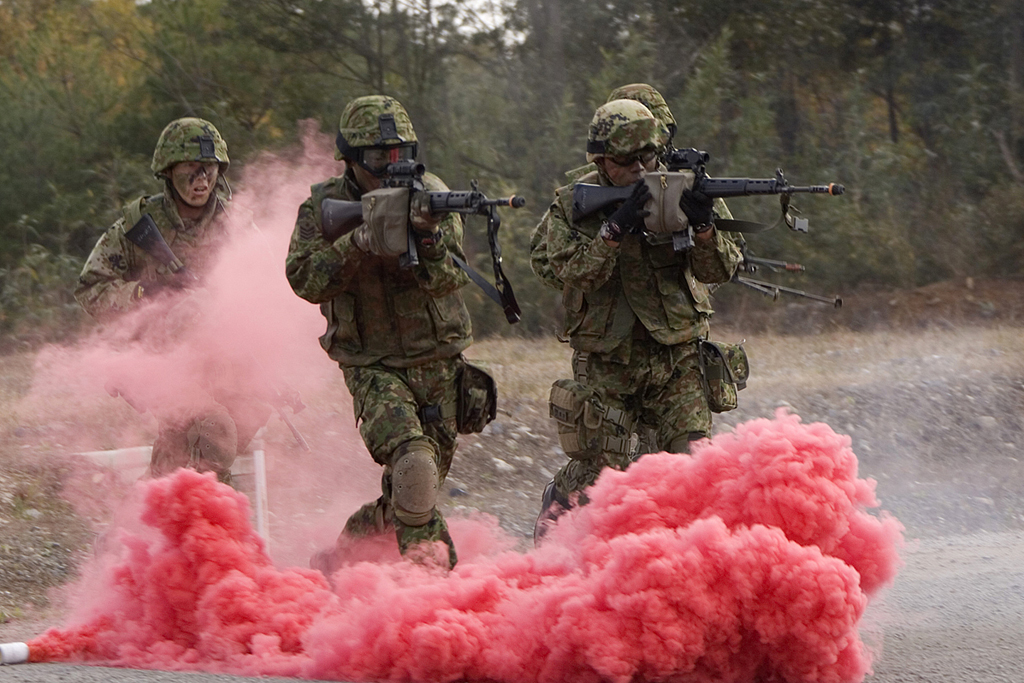
LIC訓練を行う隊員(2007年)

## 装備品
- 16式機動戦闘車
- 96式装輪装甲車
- 82式指揮通信車
- 軽装甲機動車
- 高機動車
- 1/2tトラック / 73式小型トラック
- 1 1/2tトラック / 73式中型トラック
- 3 1/2tトラック / 73式大型トラック
- 資材運搬車
- 75式ドーザ
- 89式5.56mm小銃
- 20式5.56mm小銃
- 5.56mm機関銃MINIMI
- 12.7mm重機関銃M2(QCB)
- 96式40mm自動てき弾銃
- 対人狙撃銃 M24
- 9mm拳銃
- 110mm携帯対戦車弾LAM
- 84mm無反動砲(B)
- 01式軽対戦車誘導弾
- 中距離多目的誘導弾システム
- 91式携帯地対空誘導弾
- 93式近距離地対空誘導弾（近SAM）
- 81mm迫撃砲 L16
- 120mm迫撃砲 RT
- 83式地雷敷設装置
- 指向性散弾
- 89式地雷原探知機セット
- 70式地雷原爆破装置
- 野外炊具1号(改)
- 戦闘装着セット
- 化学防護衣
- 個人用防護装備
- 88式鉄帽2型
- 防弾チョッキ3型
- 微光暗視眼鏡 JGVS-V3
- 個人用暗視装置 JGVS-V8
- 広帯域多目的無線機
- 衛星単一通信携帯局装置 JPRC-C1

### 過去の装備
- 64式7.62mm小銃
- 62式7.62mm機関銃
- スティンガー携帯地対空誘導弾

## 警備隊区
- 香川県および徳島県（徳島県阿南市を除く）[4]

## 廃止部隊
- 2006年（平成18年）3月27日廃止
  - 第15普通科連隊第4普通科中隊「15普-4」（善通寺駐屯地）：
  - 第15普通科連隊重迫撃砲中隊「15普-重」（善通寺駐屯地）：重迫撃砲小隊へ縮小改編し本部管理中隊隷下へ編合。